# Nogomet na Mediteranskim igrama 2018.
Nogometni turnir na MI 2018. održao se u Tarragoni u Španjolskoj. Branitelj naslova bila je marokanska reprezentacija. Na Igrama su nastupile reprezentacije do 18 godina.

## Turnir

### Skupina A
| Nadnevak   | 1. momčad  | Ishod | 2. momčad  |
| ---------- | ---------- | ----- | ---------- |
| 22. lipnja | Alžir      | 1:4   | Španjolska |
| 24. lipnja | Španjolska | 2:1   | BiH        |
| 26. lipnja | Alžir      | 2:0   | BiH        |

|    | Tablica    | I | Pob. | Ner. | Por. | Pos. P | Prim. P | RP | Bodovi |
| -- | ---------- | - | ---- | ---- | ---- | ------ | ------- | -- | ------ |
| 1. | Španjolska | 2 | 2    | 0    | 0    | 6      | 2       | +4 | 6      |
| 2. | Alžir      | 2 | 1    | 0    | 1    | 3      | 4       | -1 | 3      |
| 3. | BiH        | 2 | 0    | 0    | 2    | 1      | 4       | -3 | 0      |

### Skupina B
| Nadnevak   | 1. momčad | Ishod | 2. momčad |
| ---------- | --------- | ----- | --------- |
| 22. lipnja | Italija   | 2:2   | Maroko    |
| 24. lipnja | Maroko    | 2:1   | Libija    |
| 26. lipnja | Libija    | 0:6   | Italija   |

|    | Tablica | I | Pob. | Ner. | Por. | Pos. P | Prim. P | RP | Bodovi |
| -- | ------- | - | ---- | ---- | ---- | ------ | ------- | -- | ------ |
| 1. | Italija | 2 | 2    | 1    | 0    | 8      | 2       | +6 | 4      |
| 2. | Maroko  | 2 | 2    | 1    | 0    | 4      | 3       | +1 | 4      |
| 3. | Libija  | 2 | 0    | 0    | 2    | 1      | 8       | -7 | 0      |

### Skupina C
| Nadnevak   | 1. momčad | Ishod | 2. momčad |
| ---------- | --------- | ----- | --------- |
| 22. lipnja | Francuska | 1:0   | Turska    |
| 24. lipnja | Turska    | 0:1   | Grčka     |
| 26. lipnja | Grčka     | 3:1   | Francuska |

|    | Tablica   | I | Pob. | Ner. | Por. | Pos. P | Prim. P | RP | Bodovi |
| -- | --------- | - | ---- | ---- | ---- | ------ | ------- | -- | ------ |
| 1. | Grčka     | 2 | 2    | 0    | 0    | 4      | 1       | +3 | 6      |
| 2. | Francuska | 2 | 1    | 0    | 1    | 2      | 3       | -1 | 3      |
| 3. | Turska    | 2 | 0    | 0    | 2    | 0      | 2       | -2 | 0      |

### Poluzavršnica
28. lipnja 2018.
- Italija -  Grčka 3:0
- Španjolska -  Maroko 2:1

### Utakmica za broncu
- Grčka -  Maroko 0:0, 6:7 (jed.)

### Utakmica za zlato
- Italija -  Španjolska 2:3

| Pobjednici              |
| ----------------------- |
| Španjolska Treći naslov |